# Todiramphus albonotatus
El alción dorsiblanco (Todiramphus albonotatus) es una especie de ave coraciforme de la familia Halcyonidae endémica de la isla de Nueva Bretaña, perteneciente a Papúa Nueva Guinea. Su hábitat natural son las selvas húmedas de tierras bajas.

## Descripción
El alción dorsiblanco mide de 16–18 cm de largo. Tiene el pico negro. La mayor parte del plumaje del macho es de color blanco, con las alas y cola azules y el píleo de color turquesa, y una ancha franja negra que le atraviesa los ojos. La hembra es similar al macho pero tiene la parte inferior de la espalda azul.